# Erik Bryggman

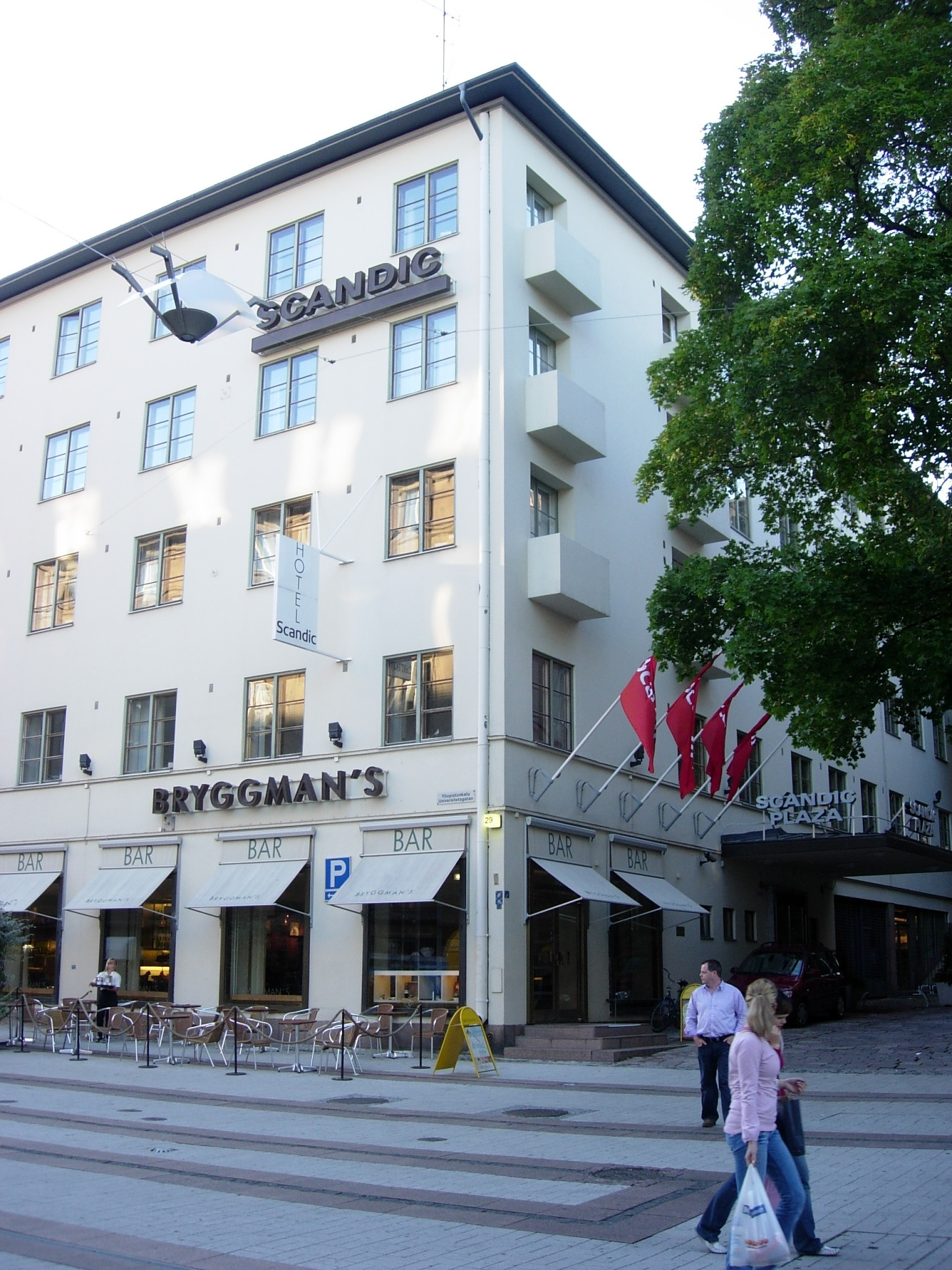
Budynek w stylu funkcjonalizmu zaprojektowany przez Erika Bryggmana. "Atrium" z 1927 roku w Turku (Finlandia) -.

Erik Bryggman (ur. 7 lutego 1891 w Turku, zm. 21 grudnia 1955 tamże) – fiński architekt. Przeszedł ewolucję od form klasycystycznyych do funkcjonalizmu. Zrealizował m.in. Instytut Wychowania Fizycznego i Sportu w Vierumäki (1930-36), biblioteka (1935), dom studentów, laboratorium chemiczne Akademii w Turku (1948-50).